# Sebald Justinus Brugmans

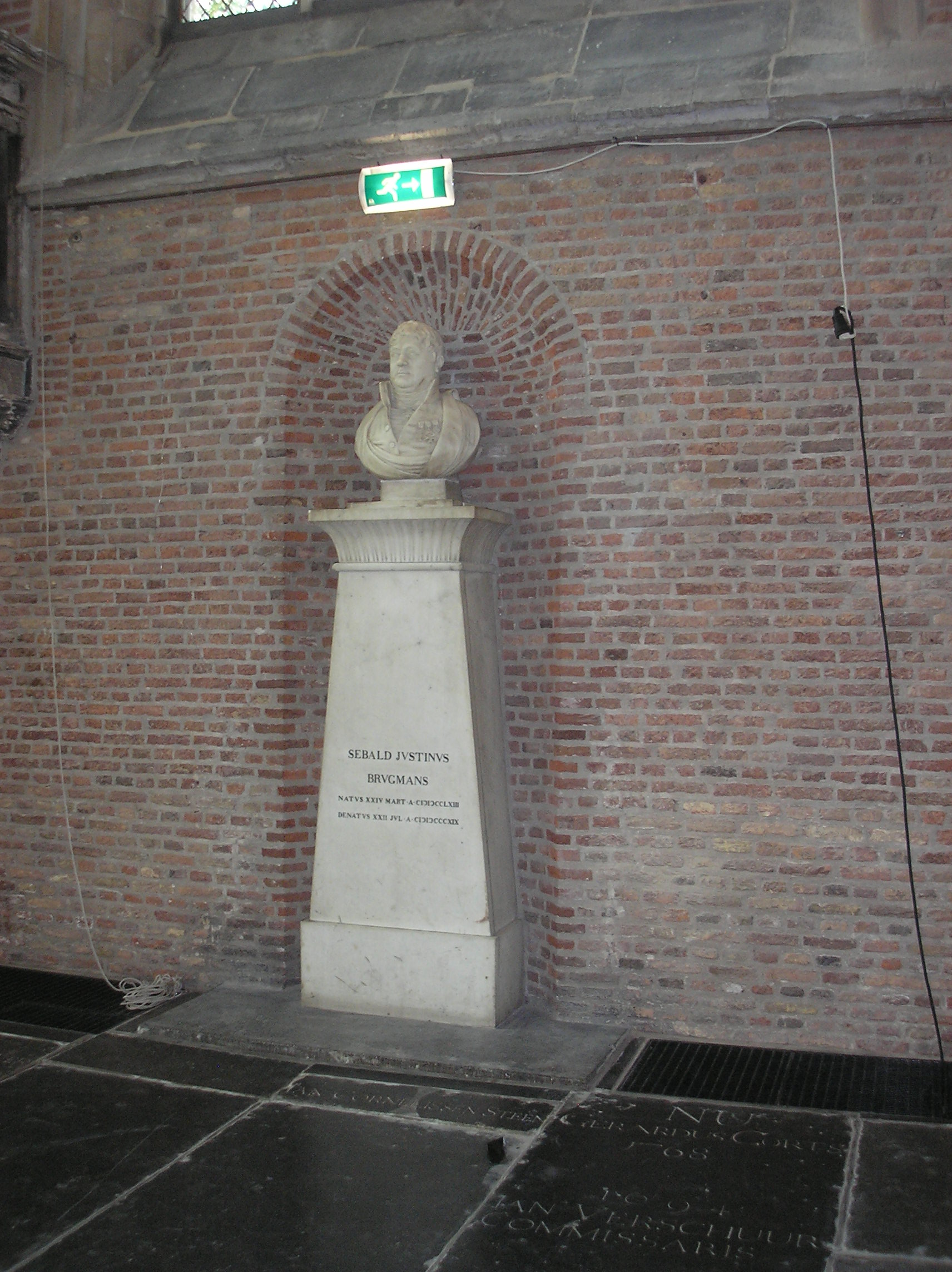
Monument a Pieterskerk Leyden

Sebald Justinus Brugmans (24 de març de 1763, Franeker – 22 de juliol de 1819, Leiden) va ser un botànic i metge neerlandès. Era fill del naturalista Anton Brugmans (1732-1789).
Brugmans va ser el successor de David van Royen (1727–1799) com a professor de botànica a la Universitat de Leiden. A Leiden, ell també exercí com a director de l' "Hortus Botanicus Leiden". Brugmans estava molt interessat en la connexió existent entre la química i la medicina.
Com a metge militar, va ser promogut a inspector general de la Grande Armee de Napoleó.
És recordat especialment per la seva experiència en el tractament de la gangrena
.
Un gènere de plantes subtropicals,Brugmansia, l'honora.